# 승리호
승리호는 2021년 넷플릭스에 개봉한 대한민국 최초의 스페이스 오페라 영화이다.

## 줄거리
2092년, 지구가 오염되고 병들어 사람이 거의 살 수 없게되어, UTS사는 지구 위성궤도에 인류의 새로운 보금자리를 지었지만 선택된 소수만이 거주할 수 있다.
우주 쓰레기 수집선 '승리호'의 선원들은 각자의 사연을 가지고, 궤도에서 쓰레기를 처리하면서 살아간다. 하지만 대량 살상 무기로 알려진 도로시(본명 강꽃님)라는 로봇을 발견하게 되면서 이들의 삶에 갑작스런 전환점이 찾아오는데, 위험한 거래에 휘말린 그들의 운명을 그린 영화.

## 캐스팅
- 송중기 : 태호 역 - 이 영화의 남자 주인공. 조종사
- 김태리 : 장선장 (장현숙) 역 - 이 드라마의 여자 주인공. 선장
- 진선규 : 타이거 박 (박경수) 역 - 이 드라마의 서브 남자 주인공. 기관사
- 유해진(목소리 출연) : 로봇 업동이 역 - 작살잡이 로봇
- 박예린 : 강꽃님(도로시) 역
- 리처드 아미티지 : 제임스 설리반 - UTS 회장
- 김무열 : 강현우 역 - UTS 과학자, 강꽃님의 아빠.
- 오윤수 : 순이 엄마 역
- 김대한 : 연구원 2 역

- 다니엘 조이 알브라이트 : 기자 역
- 아나 루지에로 : 검은여우단 2 역
- 모리스 터너 : 미국 청소부 1 역
- 오지율 : 김순이 역
- 나스 브라운 : 카룸 역
- 케빈 도크리 : 피에르 역
- 카를라 페르난다 아비야 에스코베도 : 카밀라 역
- 아누팜 트리파티 : 설리반 비서 역
- 김향기 - 로봇 업동이의 새로운 신체 스킨에 유해진의 더빙으로 출연

## 제작

### 개발 단계
영화의 초기 작업 제목은 번개호(Beongaeho)다.
2019년 5월, 중국 다국적 엔터테인먼트 회사 화이텐센트는 이 영화에 420만 달러를 투자했다. 신과함께: 죄와 벌과 백두산과 함께 액션 영화 제작의 배후에 있는 시각 효과 회사인 덱스터 스튜디오는 승리호를 위해 고용되었다.

### 캐스팅
2018년 6월 송중기는 조성희의 다음 영화에 출연하기로 합의한 것으로 알려졌다. 늑대소년(2012) 이후 두 번째 공동 작업이 되었다. 김태리는 2019년 1월 우주선 선장의 역할을 맡았고, 4월에는 진선규의 골키퍼 역할을 맡았다. 유해진이 로봇 모션 캡처 및 음성 연기의 형태로 메인 캐스트에 합류하여 최종 라인업이 2019년 6월에 확인되었다. 영국 배우 리처드 아미티지는 그의 인스타그램 계정을 통해 2019년 7월부터 영화 촬영을 시작할 것이라고 밝혔다.

### 촬영
주요 촬영은 2019년 7월 3일에 시작하여 11월 2일에 촬영이 완료되었다.

## 개봉
2020년 5월 6일에 공개된 이 영화의 첫 예고편은 승리호가 여름에 극장을 강타할 것이라고 밝혔다. 2020년 6월 12일, 추석 휴일 동안 영화가 초연될 계획으로 코로나19 범유행으로 인해 개봉이 연기되었다고 발표되었다. 2020년 8월 3일, 두 번째 예고편은 영화의 개봉 날짜인 9월 23일과 함께 공개되었다.
2021년 2월 5일 넷플릭스에 개봉하였다.
2021년 5월, 승리호 2편이 제작 예정이라고 한다.

## 파생 작품
이 영화를 기반으로 한 웹툰은 2020년 5월 26일 다음과 카카오페이지에서 초연되었다.

## 수상
- 2021년 제57회 백상예술대상 영화부문 예술상 (정성진&정철민)
- 2021년 제30회 부일영화상 미술/기술상 (정성진&정철민)
- 2021년 제26회 춘사영화제 남우주연상 (송중기)
- 2021년 제42회 청룡영화제 기술상 (정철민&정성진)
- 2021년 제42회 청룡영화상 청정원 인기스타상 (송중기)

## 참고 사항
- 진선규와 김무열은 2012년에 개봉한 영화 《개들의 전쟁》 이후로 9년만에 재회하는 작품이다.
- 유해진과 진선규는 2018년에 개봉한 영화 《완벽한 타인》 이후로 3년만에 재회하는 작품이며, 2011년에 개봉한 영화 《마마》 이후로 10년만에 재회한다.

## 용어 및 설정
- 승리호: 태극기와 승리라는 문구가 있다. 코드명은 KOR SH 7901이다. 한국 국적의 우주쓰레기 청소선. 이기는 게 제일 좋은 것이라고 생각해 업동이가 붙인 이름이라고 한다. 돈 앞에 물불 안가리는 스타일로 청소선들 사이에서 악명이 자자하다.
- 업동이: 로봇의 이름이다.
- 차오틱 시티(Chaotic City): 우주에 위치하고 있다.
- 통역기: 인이어 형태의 통역기. 우주시대에 걸맞게 모든 사람들의 원활한 소통을 위해 만든 제품으로, 각자의 모국어로 말하면 상대방의 언어로 자동 번역된다.
- 마그네틱 슈즈: 우주선 선체에 전자기력을 통해 붙어 있을 수 있는 기능성 신발, 우주에서의 작업을 수월하게 만든다.
- 인공중력: 우주의 중력은 지구와 달리 매우 작아 중력을 느끼지 못하는 상태가 되므로 UTS 내에서는 인공중력을 만들어 무중력상태를 제거, 정상적인 생활이 가능하도록 만든다.
- 우주 엘리베이터: 지구에서 위성 궤도로 가는 수단. 우주로 가려면 차비가 필요하다. 지상 100km. 약 100개국에 위치하며 한국에는 광화문에 위치해 있다.
- 자동 홍채 인식: 사람마다 각기 다른 홍채의 특성을 정보화하여 보안 인식 기술로 응용한 것. UTS로 가기 위해서는 신분과 등급을 확인할 수 있는 홍채 인식이 필수이다.
- UTS(Utopia above The Sky): 스페이스 콜로니를 만드는 기업이다. 2092년, 우주개발기업 UTS가 병든 지구를 피해 위성궤도에 만들어낸 인류의 새로운 보금자리. 우주 상업단지, 호텔, 정거장 등 거대한 우주 사회를 이루고 있다.
- UTS 시민거주단지: 스페이스 콜로니다. 더 이상 지구에서는 볼 수 없는 푸른 숲과 맑은 강, UTS 로고가 새겨진 건물들이 펼쳐진 거대한 공간이다. UTS 시민들의 주거 지역은 물론, 설리반의 집무실도 이곳에 위치한다.
- MR 비시민 거주단지: 지구 출신 우주 노동자, 즉 우주 빈민들이 모여 사는 곳이다. 총 13동으로 이루어져 있으며, 지상 2,000km에 위치한다. 낙후되고, 위험한 기운이 감도는 곳이다.
- 우주 상업단지: 지상 6000km, 34동으로 온갖 상업 관련 시설이 밀집되어 있는 곳. 우주클럽인 고스트 클럽이 이곳에 위치하고 있다.
- 쓰레기 하치 위성: 쓰레기 하치 위성 1호다. 위성궤도 내에 위치한 우주쓰레기 공장. 5km의 거대하고 흉측한 쓰레기 덩어리 모양을 하고 있다. 우주 청소부들은 이 곳에서 수거한 쓰레기를 돈으로 바꾼다.